# Doleschall Gábor
Doleschall Gábor (Losonc, 1813. február 13. – Miskolc, 1891. április 24.) orvos, botanikus.

## Életpályája
Polgári családból származott. A gimnáziumot és a bölcseleti szak két osztályát Egerben a papnevelő intézetbenben végezte. 1840-ben a pesti egyetemen orvosi oklevelet szerzett, és az egyetem gyógyászati intézetében segéd és helyettes tanár lett. 1843-tól haláláig Miskolcon folytatott orvosi gyakorlatot. 1844-ben megalapította a Miskolci Orvosegyesületet. 1849-ben a 22. honvédzászlóalj főorvosa volt. Baráti kapcsolatba került Görgei Artúr tábornokkal. Közel három és fél évtizeddel a szabadságharc után megjelent önéletrajzában – a korban szokatlan módon – elfogulatlanul állította szembe Kossuthot Görgeivel, s minősítette mindkettőjüket. Módos emberként megvásárolta a Mindszenti templom melletti kúriát, ahol élénk társadalmi életet élt, részt vett a Miskolci Népkert kialakításában. Lánya Gabriella színésznő lett, és Xantus Jánoshoz ment férjül, egyetlen unkokája Gábor lett. Xantus Barbara színésznő a szépunokája.  
A gyógyítás mellett növényélettannal foglalkozott. Ő írta az első magyar növényélettani munkát, amely azonban nem saját kutatásokon alapult.

## Művei
- A növények élettana. Pest, 1840. (Orvosdoktori értekezés.)
- Életem, eszményeim és negyvenhét éves orvosi gyakorlatom. Miskolcz, 1882.

Orvosi cikkei megjelentek az Orvosi Tárban (1841. Egy példája a nyelvkeményedés orvoslásának, 1842. Észrevételek az állatorvoslás köréből, A pesti állatorvosi intézetben tett élettani kisérletek, Tapasztalati adatok a bujakórról, 1843. A pesti orvos-intézetben 1841-ben előfordult nevezetességek, Állatorvosi tapasztalatok és kisérletek), a M. orvosok és természetvizsgálók Munkálataiban (1842. Gömörmegyei ásványvizes tó, 1847. Az inmetszésről), M. Gazdában (1842. A mérgekről), Gyógyászatban (1866. Huszonötévi orvosi gyakorlat eredménye, 1868. A fültőmirigydagról), Fővárosi Lapokban (1890. Egy gyógyítószerről).